# Geprüfter Industriemeister Metall IHK
Ein geprüfter Industriemeister Metall (IHK) arbeitet im mittleren Management eines Industrieunternehmens mit dem Schwerpunkt Metallverarbeitung. Der Industriemeister Metall ist ein öffentlich-rechtlich anerkannter Abschluss auf Meisterebene. Dieser wird nach einer erfolgreich absolvierten, branchenbezogenen gewerblich-technischen Aufstiegsfortbildung gemäß Berufsbildungsgesetz vergeben. Die Prüfung ist bundeseinheitlich und erfolgt vor dem Prüfungsausschuss einer Industrie- und Handelskammer (IHK) auf Grundlage einer besonderen Rechtsverordnung. Nach der bestandenen Meisterprüfung hat der Absolvent einen Abschluss, der dem Bachelor-Abschluss an einer Universität gleichgestellt ist.

## Aufgaben
Nach der Verordnung für Industriemeister Metall (IndMetMeistV 1997) sollen sie durch eine Prüfung nachweisen, dass sie qualifiziert sind, in den betrieblichen Funktionsfeldern Betriebserhaltung, Fertigung und Montage handlungsspezifische Sach-, Organisations- und Führungsaufgaben wahrzunehmen, sich auf verändernde Methoden und Systeme in der Produktion, auf sich verändernde Strukturen der Arbeitsorganisation und auf neue Methoden der Organisationsentwicklung, der Personalführung und -entwicklung, flexibel einzustellen sowie den technisch-organisatorischen Wandel im Betrieb mitzugestalten.
Sie müssen außerdem durch eine Ausbildereignungsprüfung nachweisen, dass sie befähigt und befugt sind, Aufgaben der betrieblichen Aus- und Weiterbildung wahrzunehmen.

## Voraussetzungen
Wer eine Weiterbildung zum geprüften Industriemeister Metall IHK absolvieren möchte, der benötigt dafür bestimmte Qualifikationen:
- eine Ausbildung in einem anerkannten metallverarbeitenden Beruf
- oder eine Ausbildung in einem sonstigen anerkannten Ausbildungsberuf und eine mindestens zweijährige Berufserfahrung
- oder eine mindestens vierjährige Berufserfahrung im Bereich Metallverarbeitung

Bei der Berufserfahrung ist es wichtig, dass diese in einem metallverarbeitenden Beruf abgeleistet wurde. Eine weitere Voraussetzung für die Zulassung zur Meisterprüfung ist der Ausbilderschein. Dieser Nachweis, über berufs- und arbeitspädagogische Kenntnisse ist vor Beginn der letzten Prüfungsleistung zu erbringen.

## Inhalte der Weiterbildung
Im Bereich der fachrichtungsübergreifenden Basisqualifikationen werden Kenntnisse rechtsbewussten und betriebswirtschaftlichen Handelns vermittelt. Inhaltlich werden die Methodenanwendung in den Bereichen Information, Kommunikation und Planung erlernt. Die Basisqualifikationen werden durch die Aspekte Zusammenarbeit im Betrieb und das Berücksichtigen von naturwissenschaftlicher und technischer Gesetzmäßigkeiten abgeschlossen.
Der zweite Bereich umfasst die handlungsspezifischen Qualifikationen. Diese teilen sich in Technik, Organisation, Führung und Kommunikation, sowie in Führung und Personal auf. Die Technik beinhaltet die Systemintegration, Technische Applikation, Kundenunterstützung und Service. Im Handlungsbereich Organisation werden Planungs-, Steuerungs- und Kommunikationssysteme, Arbeits-, Umwelt- und Gesundheitsschutz und Betriebliches Kostenwesen gelehrt. Der letzte Teilaspekt behandelt die Personalführung und -entwicklung.
Als bestanden gilt die Prüfung, wenn der Teilnehmer im „Fachrichtungsübergreifende Basisqualifikationen“ mindestens eine ausreichende Leistungen und im Prüfungsteil „Handlungsspezifische Qualifikationen“ in den schriftlichen Aufgaben und dem Fachgespräch eine mindestens ausreichende Leistungen erreicht hat.

## Arbeitsmarktsituation
In Deutschland ist die Metallverarbeitung ein großer Industriezweig. Es gibt etwa 5.000 meist familiengeführte Betriebe. In jedem dieser Unternehmen arbeiten im Schnitt 100 Mitarbeiter. Dadurch gibt es insgesamt fast 500.000 Beschäftigte in der metallverarbeitenden Industrie. Besonders Nordrhein-Westfalen ist ein beliebter Standort für metallverarbeitende Betriebe. Denn in NRW sind viele Stahlproduzenten ansässig, daher ist dieses Bundesland besonders attraktiv für Betriebe der Metallverarbeitung.